# M25 Lima 2020 (2)
El M25 Lima 2020 (2) denominado por razones de patrocinio Copa Federación fue un torneo de tenis masculino que se jugará en pistas de tierra batida. Se trata de la III edición del torneo que forma parte del ITF World Tennis Tour 2020. Tuvo lugar en Lima, Perú del 10 al 16 de febrero de 2020 en las canchas del Jockey Club del Perú.

## Distribución de puntos
| Modalidad    | Campeón | Finalista | Semifinales | Cuartos de final | 2ª ronda | 1ª ronda | Clasificados | 2ª ronda de clasificación | 1ª ronda de clasificación |
| Individuales | 20      | 12        | 6           | 3                | 1        | -        | -            | -                         | -                         |
| Dobles       | 20      | 12        | 6           | 3                | -        | -        | -            | -                         | -                         |

## Cabezas de serie

### Individuales
| Tenista                    | Ranking ATP | Ranking ITF | Preclasificado |
| Facundo Argüello           | 296         | -           | 1              |
| Pedro Sakamoto             | 298         | 119         | 2              |
| Orlando Luz                | 302         | 10          | 3              |
| Nicolás Álvarez            | 303         | 9           | 4              |
| Marcelo Tomás Barrios Vera | 335         | 340         | 6              |
| Tomás Martín Etcheverry    | 340         | 11          | 5              |
| Oscar José Gutiérrez       | 378         | 49          | 7              |
| Felipe Meligeni Rodrigues  | 388         | 50          | 8              |

- Ranking del 20 de enero de 2020.

### Dobles
| Tenistas | Ranking ATP | Ranking ITF | Preclasificado |
|          |             |             | 1              |
|          |             |             | 2              |
|          |             |             | 3              |
|          |             |             | 4              |

- Ranking del 13 de enero de 2020.

## Campeones

### Individuales
- [[]] venció a  [[]] por .

### Dobles
- /   derrotaron en la final a  /  por .